# Acid Stearidonic
Acid Stearidonic (SDA: C18H28O2; 18:4, n-3) là một acid béo ω-3, thỉnh thoảng được gọi là acid moroctic. Nó được sinh ra từ quá trình sinh tổng hợp từ acid alpha-linolenic (ALA: C18H30O2; 18:3, n-3) từ enzym delta-6-desaturase, loại bỏ hai nguyên tử hiđrô (H) từ một acid béo, tạo ra một liên kết đôi các-bon/các-bon thông qua quá trình phi bão hoà trong điều kiện ôxi. SDA cũng đóng vai trò là một tiền tố cho quá trình tổng hợp nhanh chóng các chuỗi acid béo dài hơn, gọi là các N-acylethanolamin (các NAE), liên quan tới nhiều quá trình hoặc chu trình sinh học quan trọng. Nguồn cung tự nhiên của loại acid béo này là các loại dầu làm từ hạt giống của cây gai dầu, cây lý chua đen, cây Buglossoides arvensis và cây Echium plantagineum cũng như loài vi khuẩn lam Spirulina. SDA cũng có thể được tổng hợp từ phòng thí nghiệm. Một nguồn cung từ GMO đậu nành được chứng nhận cấp phép bởi Cơ quan an toàn thực phẩm châu Âu.